# Пирс (Колорадо)
Пирс (енгл. Pierce) град је у америчкој савезној држави Колорадо.

## Демографија
По попису из 2010. године број становника је 834, што је 50 (-5,7%) становника мање него 2000. године.
| Група             | 2000.       | 2010.       |
| Белци             | 688 (77,8%) | 625 (74,9%) |
| Афроамериканци    | 0 (0,0%)    | 3 (0,4%)    |
| Азијати           | 7 (0,8%)    | 8 (1,0%)    |
| Хиспаноамериканци | 181 (20,5%) | 187 (22,4%) |
| Укупно            | 884         | 834         |